# Ipodrom
Ipodrom (ukr. Іподром, Hipodrom) – jedna ze stacji kijowskiego metra na linii Obołonśko-Teremkiwskiej. Została otwarta 25 października 2012. 
Nazwa stacji nawiązuje do toru wyścigów konnych, który znajduje się w pobliżu stacji.